# Lampetis hirtomaculata
Lampetis hirtomaculata es una especie de escarabajo del género Lampetis, familia Buprestidae. Fue descrita científicamente por Herbst en 1801.